# Igreja de São Domingos (Palermo)

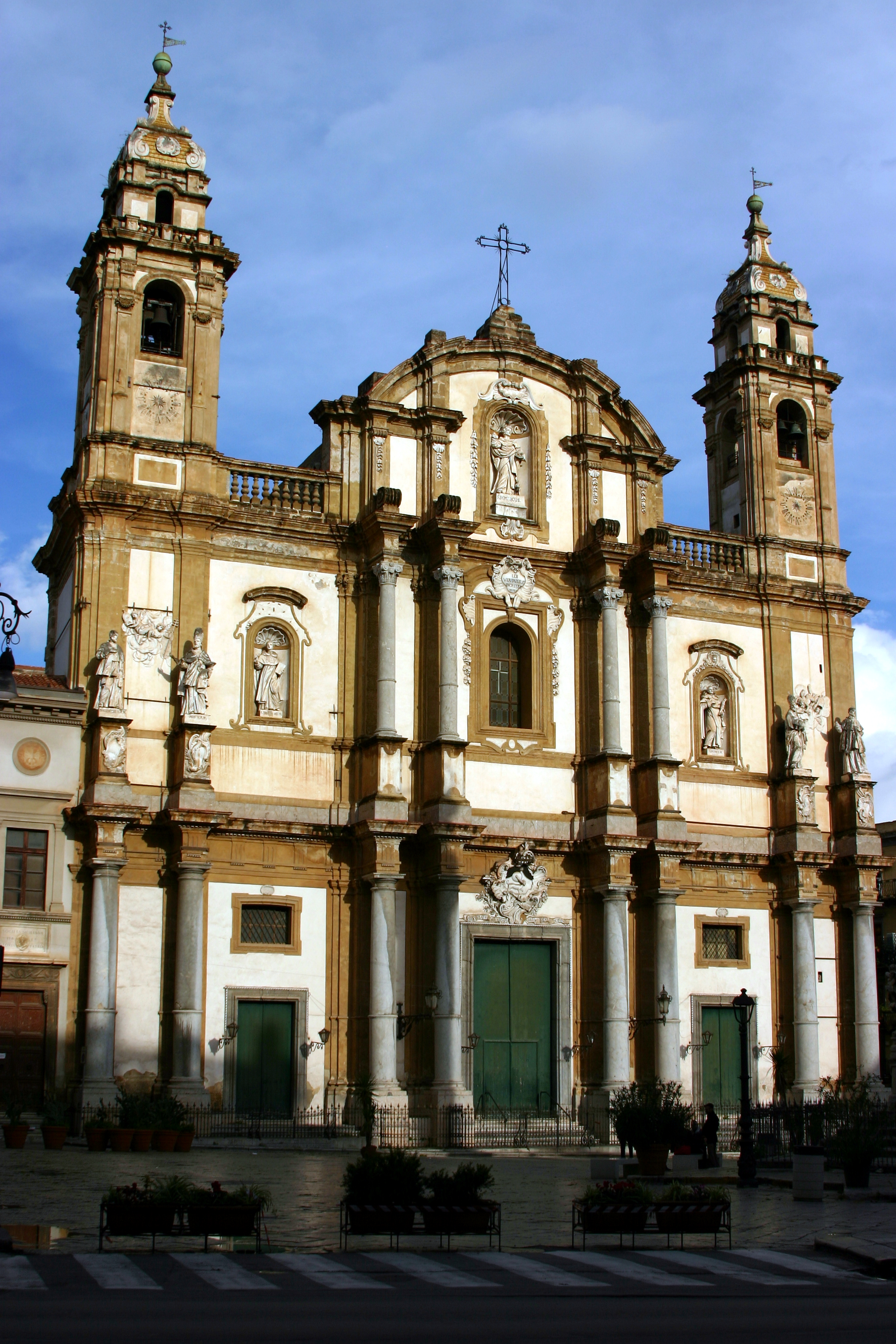
Fachada.

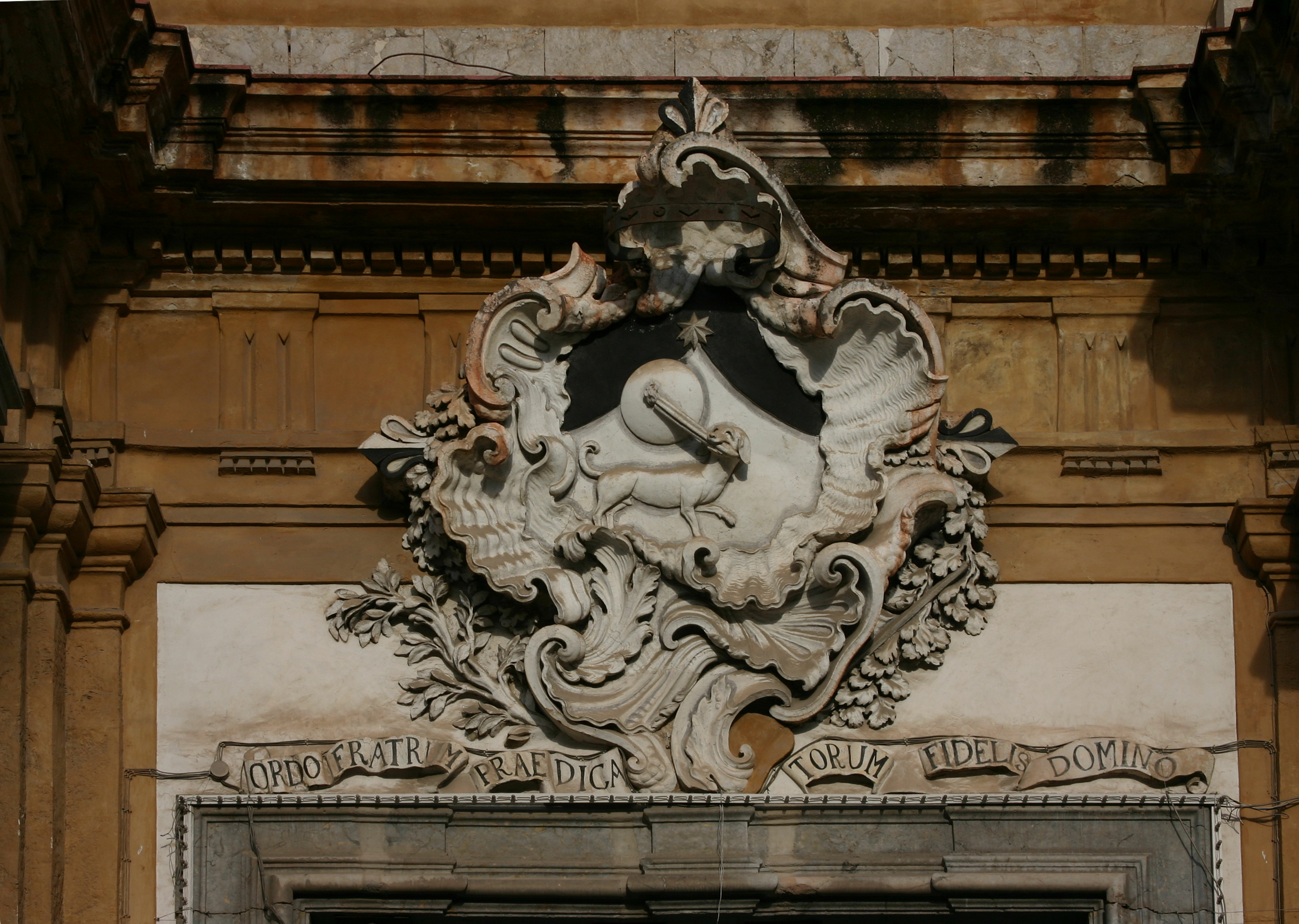
Símbolo da Ordem Dominicana.

A Igreja de São Domingos é uma igreja em Palermo, Sicília, sul da Itália. Está situada na Piazza San Domenico, no bairro de La Loggia, dentro do centro histórico da cidade. A igreja abriga os enterros de muitas figuras da história e cultura sicilianas. Por esta razão é conhecido como o "Panteão dos ilustres sicilianos".

## História
No início do século XV, a igreja medieval tornou-se muito pequena para as necessidades de uma comunidade crescente de crentes. Por esta razão, os frades procuraram a ajuda financeira do Papa Martinho V e das famílias mais ricas de Palermo. A nova igreja foi construída em estilo renascentista. No entanto, com o curso natural do tempo, também este edifício tornou-se muito pequeno para as necessidades litúrgicas de frades e crentes. Portanto, em 1630, os dominicanos de Palermo contrataram a arquiteta Andrea Cirrincione para construir uma nova igreja. Dez anos depois, em 2 de fevereiro de 1640, houve a cerimônia inovadora. O trabalho exigiu muitas décadas. A fachada barroca foi concluída em 1726, enquanto a torre do sino esquerdo data de 1770. Durante a revolução siciliana de 1848, nesta igreja, o Parlamento siciliano foi chamado sob a liderança de Ruggero Settimo. Em 1853, a igreja tornou-se o panteão dos ilustres sicilianos.

## Sepultamentos
- Michele Amari
- Stanislao Cannizzaro
- Francesco Crispi
- Giovanni Falcone (desde 2015)